# Xanthodexia sericea
Xanthodexia sericea là một loài ruồi trong họ Tachinidae.